# Tonco Modderman (1818-1879)
Tonco Modderman (Hoogezand, 31 december 1818 - Deventer, 5 april 1879) was een Nederlands predikant.
Tonco Modderman, zoon uit het eerste huwelijk van Antonius Modderman met Johanna Catharina de Ranitz, trouwde op 25 juli 1843 te Groningen met Johanna Harmanna Hillegonda Feith, een kleindochter van de schrijver en dichter Rhijnvis Feith. Uit dit huwelijk werden vijf kinderen geboren. Hij studeerde van 1836 tot 1842 theologie aan de universiteit van Groningen. Na zijn afstuderen werd hij achtereenvolgens predikant in 1841 te Eelde, in 1846 te Oudkerk en Roodkerk, in 1848 te Leeuwarden en ten slotte in 1858 te Amsterdam.
Modderman promoveerde in 1843 te Groningen op een proefschrift over Johannes 17. In 1860 bevestigde hij de dominee en dichter Jan Jakob Lodewijk ten Kate met een speciaal voor die gelegenheid geschreven Leerrede tot predikant te Amsterdam. In 1877 bedankte Modderman als predikant.
Modderman was redacteur van het tijdschrift Licht, liefde en leven. Bestuurlijk was hij actief binnen het Zendeling-Genootschap en de Evangelische Maatschappij.